# Гель (лекарственная форма)
Гель (лекарственная форма) — мягкая лекарственная форма вязкой консистенции, способная сохранять форму и обладающая упругостью и пластичностью. По типу дисперсных систем различают гидрофильные и гидрофобные гели.
Гели получают путём суспендирования в воде порошка полимера (являющегося по химической структуре кислотой) и добавлением очень небольшого количества (по сравнению с объёмом воды) нейтрализующего агента (щёлочь, сода, карбонаты и гидрокарбонаты аммония, аммиак, триэтаноламин и пр.). При перемешивании массы (300−500 об./мин.) смесь загустевает с образованием вязкого геля. Вязкость обычно измеряют в Пуазах (Пз) или сантиПуазах (сПз). Для гелей характерно восстановление гелевой структуры после её разрушения, т. н. петли гистерезиса.
По сравнению с мазями, гели являются крайне перспективной лекарственной формой, так как имеют pH близкий к pH кожи, быстро изготавливаются, не закупоривают поры кожи, быстро и равномерно распределяются, в гели можно ввести гидрофильные лекарственные вещества, можно изготовить суспензионные гели (например, гель с серой).
В настоящее время идёт активное изучение свойств гелевых полимеров (российских — Ареспол, мАРС; бельгийских — Ultrez 10; немецких — Carbopol 940, Carbopol 941, Carbopol 2020 и Carbopol 2001) с целью внедрения в фармацевтическую практику множества мягких лекарственных форм на гелевой основе.